# Африхили
Африхи́ли (самоназвание, 'афр.' Ni Afrihili Oluga, «язык африхили») — искусственный язык, созданный в 1970 году ганским историком К. А. Куми Аттобра ('афр.' Kumi Atɔbra) для использования в качестве лингва-франка во всей Африке. Название языка представляет собой сочетание Африки и суахили. Автор, уроженец Акрокерри, Ашанти ('афр.' Akrokɛri) в Гане, первоначально задумал эту идею в 1967 году во время морского путешествия из Дувра в Кале. Его намерение заключалось в том, что «это будет способствовать единству и взаимопониманию между разными народами континента, снизит затраты на печать за счет экономии на переводах и улучшит торговые отношения». Также по задумке автора, данный язык должен быть прост в изучении любому носителю какого-либо из африканских языков.

## Языки, взятые за основу
Африхили берёт фонологию, морфологию и синтаксис различных африканских языков, во многом из суахили и акана (родной язык Аттобра). Лексикон взят не только из различных африканских языков, но и из многих других, по словам автора, выбранные слова «настолько африканизированные, что они не кажутся иностранными», хотя автор не указывает конкретных этимологий. Однако семантика явно испытала влияние английского языка, с дословным копированием английских выражений. Возможно, семантика стала таковой из-за сильного влияния английского на письменный суахили и акан. Например, mu — это «в», to — «к», а muto — «вовнутрь», как с английскими into, составленным из in и to; точно так же kupitia означает «посредством» (например, «посредством этого лекарства»), paasa означает «вне», а kupitia-paasa означает «на протяжении», как и английское throughout, которое значит то же самое и составлено из подобных слов — по крайней мере, в оригинальной версии языка 1970 года.

## Написание и произношение
В языке используется латинский алфавит с добавлением двух гласных букв, ⟨Ɛ, ɛ⟩ и ⟨Ɔ, ɔ⟩, которые имеются в ганских языках и МФА, [ɛ] и [ɔ]. Иностранные имена пишутся фонетически, а не в оригинальной орфографии, поэтому, например, «Hastings» пишется как Hestins. Есть два диграфа, ⟨ch⟩ и ⟨sh⟩, которые имеют свои значения как в английском и суахили, [tʃ] и [ʃ]. J и y также имеют свои значения как в английском и суахили, [dʒ] и [j]. Ng не является диграфом, а произносится как в английском finger, [ŋɡ].
Гласные — a ɛ e i ɔ o u. Удвоенные гласные буквы остаются двумя отдельными звуками, а не становятся долгими гласными. Согласные — p t ch k, b d j g, m n ny, f s sh h, v z, l r y w.
Тона нет. Ударение падает на предпоследнюю гласную. Восклицательные знаки ставятся в начале предложения, которое обычно заканчивается запятой или точкой; вопросительные знаки стоят в конце.